# وزة حمراء الصدر

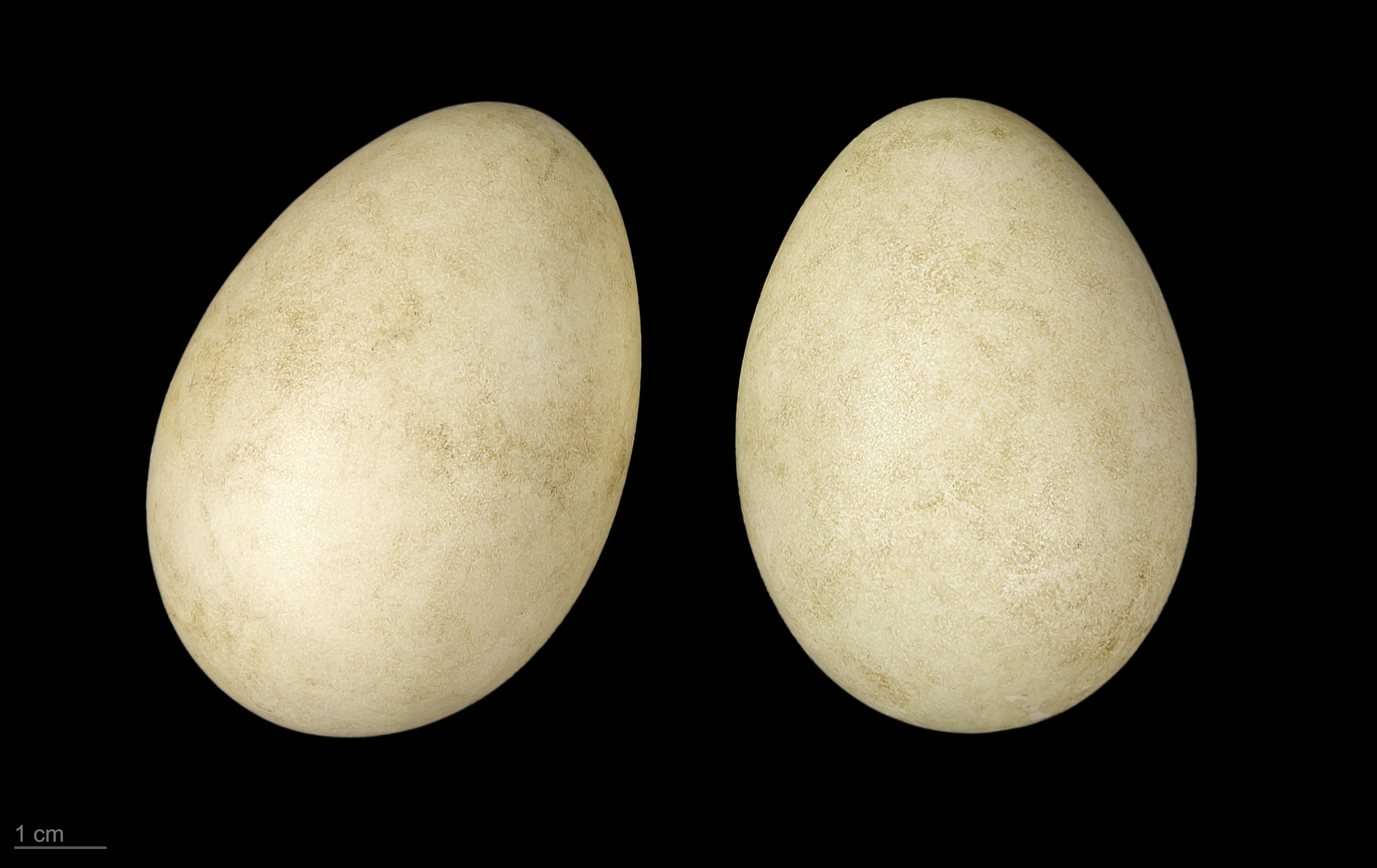
Branta ruficollis

وزة حمراء الصدر (الاسم العلمي: Branta  ruficollis) (بالإنجليزية: Red-breasted  Goose)‏ هو طائر ينتمي إلى إوزيات (فصيلة: Anatidae).